# اکستریم فایتینگ چمپیونشیپس
اکستریم فایتینگ چمپیونشیپس (انگلیسی: Xtreme Fighting Championships) شرکت تبلیغات ورزشی آمریکایی و از سازمان‌های هنرهای رزمی ترکیبی است، که در سال ۲۰۰۶ توسط جان پریسکو تأسیس شد.